# Ragna Crimson
Ragna Crimson (ラグナクリムゾン, Hepburn: Raguna Kurimuzon) ist eine japanische Manga-Serie, die von Daiki Kobayashi geschrieben und illustriert wird. Die Reihe wird im Magazin Monthly Gangan Joker von Square Enix veröffentlicht. In Deutschland wird der Manga von Crunchyroll unter dem Sublabel Kaze veröffentlicht. Von 2023 bis 2024 erschien eine Anime-Adaption.

## Handlung
Drachen sind die mächtigsten Wesen und sind in sechs Blutlinien aufgeteilt, welche jeweils von einem König angeführt werden: Flügeln, Krallen, Gebrüll, Schuppen, Knochen und Augen. Über den Königen steht der Drachengott, welcher nur in Form von Visionen Befehle an die Könige gibt. Drachen haben nur zwei Schwächen: Die Silberaura von Silberwaffen, welche die Magie der Drachen gefrieren lässt, und Sonnenlicht, welches ihre Körper verbrennt.
Ragna arbeitet zusammen mit dem zwölfjährigen Wunderkind Leonica (genannt Leo) als Drachenjäger in der Stadt Lonavera im Königreich Leese. Ragna glaubt von sich selbst, dass er verflucht sei, weil seine Eltern und viele ihm nahestehende Menschen von Drachen getötet wurden, er selbst aber immer wieder überlebte. Er trainiert stetig, um stärker zu werden, um die Drachen zu besiegen. Seit einiger Zeit wird Ragna von Visionen eines Drachenangriffs geplagt, bei welchem Leo stirbt.
Am 27. Februar im Jahr 498 des Sonnenkalenders wird Lonavera von einer Drachenarmee unter der Führung von Grumwelt, dem zehnten Rang der Blutlinie der Geflügelten, angegriffen. Ragna versucht, Grumwelt zu töten, wird von diesem aber mit Leichtigkeit überwältigt und in den Fluss geworfen. Leo stellt sich Grumwelt, während Sykes (der zweitbeste Drachenjäger von Lonavera) Ragna aus dem Fluss rettet. Ragna hat eine Vision seines zukünftigen Selbst. Dieser offenbart ihm, dass er bei diesem Angriff Leo verlor und sich auf einen Rachefeldzug begab, um alle Drachen auszurotten. Während des Feldzuges wurde Ragna stärker als alle Mitstreiter und verschmolz mit seinem Silberschwert, wodurch er die „Silberaura Kampfkunst“ entwickelte, welche die ultimative Technik zur Ausrottung der Drachen ist. Da der zukünftige Ragna nichts mehr hat, für das es sich zu kämpfen lohnt, überträgt er all seine Kraft an sein vergangenes Selbst. Mit seiner neuen Kraft besiegt Ragna Grumwelt mit einer Berührung.
Am 29. Februar greift Mergubde, der achte Rang der Blutlinie der Geflügelten, mit dem Kriechenden Baumschatten (Bäume, welche zur Hälfte Drachen sind und somit eine mobile Festung für Drachen am Tag bildet) die Stadt an. Ragna erreicht Mergubde vor Leo und besiegt diesen. Ragna erkennt, dass es am besten ist, Leo zurückzulassen, und schlägt diese k.o. Er bittet Sykes, sich um Leo zu kümmern, und mit ihr das Land zu verlassen. Ragna verlässt die Stadt mit einer Dienstmagd von Mergubde, da er sie anhand der Erinnerungen seines zukünftigen wiedererkannt hat. Bei der Magd handelt es sich in Wahrheit um einen Mann und zwar um Crimson, den ehemaligen König der Geflügelten Blutlinie, welcher wegen seines Versuchs, den Drachengott zu töten, verbannt wurde. In der Zukunft war Crimson der Partner von Ragna bei ihrem Kreuzzug gegen die Drachen, da nur diejenigen an Ragnas Seite kämpfen konnten, deren Tod ihm nichts ausmacht oder die nicht sterben können.
Die Dienstmagd streitet ab, Crimson zu sein, gibt sich jedoch als dieser zu erkennen, als er sieht, wie Ragna mit Leichtigkeit Barom Shuera, einen unreifen Rang dreizehn der Blutlinie der Geflügelten, tötet.

## Veröffentlichung
Der Manga erscheint seit 2017 im Magazin Monthly Gangan Joker bei Square Enix. Der Verlag brachte die Kapitel auch gesammelt in bisher 15 Bänden heraus (Stand Januar 2025). Eine deutsche Ausgabe wird seit Dezember 2020 von Kazé Deutschland bzw. Crunchyroll in bisher 14 Bänden herausgegeben (Stand August 2025). Eine englische Fassung erscheint ebenfalls bei Square Enix.

## Anime-Adaption
Vom 1. Oktober 2023 bis 31. März 2024 lief im japanischen Fernsehen eine Adaption als Anime-Serie, die 24 Episoden umfasst.